# Apologeticus adversus cucullatos
L'Apologeticus adversos cucullatos è un'opera del filosofo Tiberio Rosselli (1490 Gimigliano - 1560 Africa), pubblicata nel 1519 a Parma grazie a Girolamo Sanvitale che accoglie il filosofo calabrese presso la sua corte di Fontanellato.
La prefazione dell'Apologeticus che consiste in una storia delle vicende che portano alla sua composizione, è dedicata al vescovo di Lodi, Ottaviano Sforza, figlio naturale di Galeazzo Maria Sforza, duca di Milano. Alla fine dell'Apologeticus si legge una peroratio, che non è più rivolta allo Sforza, ma al Conte di Belforte, Gerolamo San Vitale di Parma, suo mecenate. 
Dopo questa Peroratio, si legge la declamatio e infine sei brevi componimenti poetici in lode all'autore; chiude il foglio il seguente colofone: “Tiberii Russiliani Sexti Calabri Apologetici Finis ad laudem Individuae Trinitatis”.
L'esemplare parigino reca sul frontespizio, sotto i titoli, un breve “Ad librum Carmen”, composto da due distici elegiaci; mentre nell'ultimo foglio sotto il colofone presenta la seguente annotazione a mano: “Parmae MDXX”, e cioè il luogo e la data della stampa. 
Che il libro sia stato stampato a Parma viene confermato da Girolamo Armellini, il quale, nel suo libro, intitolato Jesus vincit, scritto proprio contro l'Apologeticus, fornisce queste notizie:
Tiberio scampa all'ira di Armellini, il quale non potendolo processare, compone contro di lui lo scritto già menzionato, il cui lungo titolo richiama tutti i capitoli dell'Apologeticus.